# Włodzimierz zecki
Włodzimierz – król Zety w latach 1102–1115.
Włodzimierz był synem Włodzimierza i bratankiem króla Konstantyna Bodina. Jego ojciec zginął w wojnach toczonych przez Zetę, przed wstąpieniem Bodina na tron w 1081 roku.
Po śmierci Bodina w 1101 roku władzę w państwie objął jego młodszy brat Dobrosław z pominięciem syna Bodina Michała. Władzy jego nie uznali pozostali przy życiu synowie Radosława, Bodinowego stryja. Do Raszki, stanowiącej terytorium zależne od Zety, zbiegł wówczas Kočapar Radoslavljević, by szukać pomocy u żupana Raszki. Wielki żupan Raszki Wukan skorzystał z okazji do zrzucenia zwierzchnictwa zeckiego i wyprawił się przeciw królowi Zety. W bitwie nad Moračą pokonał wojska Dobrosława, a na tronie Zety osadził Kočapara Radoslavljevicia. Dobrosław został pojmany i uwięziony w Raszce. Kočapar okazał się jednak władcą zbyt samodzielnym, zwrócił się wprawdzie po pomoc do żupana Raszki, nie miał jednak zamiaru słuchać go we wszystkim. Jeszcze tego samego roku Wukan ponownie wyprawił się przeciw Zecie i pozbawił Kočapara tronu, a osadził na Włodzimierza, ożeniwszy go najpierw ze swą córką.
Według Popa Duklanina po obaleniu Kočapara zgromadzenie ludności Zety, nie oglądając się na obce wojska obrało królem Włodzimierza. Pragnąc utrzymać dobre stosunki z Raszką Włodzimierz poślubił córkę Wukana.
Pop Duklanin notuje, że po objęciu władzy przez Włodzimierza w królestwie na 12 lat zapanował pokój. W 1106 roku u wschodnich granic obydwu państw serbskich zgromadziły się potężne siły bizantyńskie mające powstrzymać normańskiego Boemunda. Wukan zaatakował ziemie bizantyńskie poniósł jednak klęskę. Musiał ukorzyć się przed cesarzem bizantyńskim i zobowiązać, że nie będzie pomagać bałkańskim Słowianom. Prawdopodobnie również Włodzimierz uznał wówczas zwierzchnictwo bizantyńskie.
Osłabienie pozycji Wukana sprawiło, że w Zecie podniosła głowę opozycja, na czele której stanęła wdowa po Bodinie, królowa Jakwinta. W 1114 roku więziony w Raszce Dobrosław został przewieziony do Zety. Podczas pobytu króla Włodzimierza w Kotorze Jakwincie udało się podać mu wolno działającą truciznę. Chory Włodzimierz powrócił do Skadaru. Jakwinta podążyła za nim, aby nie utracić wpływu na bieg spraw. W Skadarze próbowała obciążyć Dobrosława odpowiedzialnością za stan zdrowia króla. Włodzimierz nie usłuchał Jakwinty i nakazał jej opuścić stolicę. Z oddalenia Jakwinta nie zaniechała intrygi, obawiając się, że po śmierci króla, Dobrosław mógłby zostać wypuszczony z więzienia i powrócić do władzy. Włodzimierz niedługo potem umarł, a poplecznicy Jakwinty wdarli się do więzienia, skąd uprowadzili Dobrosława, wykastrowali go i oślepili. Władzę nad Zetą objął syn Jakwinty Jerzy Bodinović.